# Elżbieta Bytomska
Elżbieta Bytomska (ur. 24 listopada 1911 w Katowicach, data śmierci nieznana) – lekkoatletka specjalizująca się w biegach krótkich i skoku wzwyż. Była zawodniczką KS Pogoń Katowice. W 1931 i 1932 zdobyła brązowy medal w skoku wzwyż. W 1932 zdobyła Mistrzostwo Polski w sztafecie 4 × 100 metrów. W 1934 zdobyła brązowy medal w sztafecie 4 × 100 metrów, w tym samym roku zadebiutowała w zawodach międzynarodowych.